# Ben Tey Dogon
 (mars 2021).
- Si vous ne connaissez pas le sujet, laissez ce bandeau (vous pouvez alors contacter les auteurs).
- Si vous supprimez le contenu mis en cause (vous pouvez préalablement contacter les auteurs),

argumentez précisément cette suppression dans la page de discussion
(un manque de référence n'est pas un argument ; une recherche réelle de référence doit avoir été effectuée, être formellement documentée).
 (mars 2021).
Ben Tey Dogon, du nom du village où il est parlé, est une langue dogon divergente, récemment décrite, parlée au Mali. Elle est étroitement liée au Bankan Tey et au Nanga Dogon[Interprétation personnelle ?][source secondaire nécessaire]. On dit[Qui ?] que les anciens du village Dogon de Gawru parlent aussi cette langue[réf. nécessaire]. Le village de Been aurait été colonisé à partir du village de Walo, et Ben Tey Dogon diffère de Walo Dogon principalement du fait qu'il est sous une autre influence étrangère, le village de Been étant entouré de villages parlant le jamsay, ce qui n'est pas le cas de Walo[source secondaire nécessaire][Interprétation personnelle ?].